# Wieża Bismarcka w Raciborzu
Wieża Bismarcka w Raciborzu nieistniejąca wieża Bismarcka, powstała w 1913 roku w Brzeziu, obecnej dzielnicy Raciborza. Zburzona w 1933.

## Historia
W roku 1898 zmarł Otto von Bismarck, studenci wielu niemieckich uniwersytetów i szkół wyższych słali apele do ludności, aby uczcić "żelaznego kanclerza" wzorem tradycji Sasów i Normanów budując wieże Bismarcka. Również raciborscy studenci studiujący na wielu uniwersytetach, głównie we Wrocławiu wysyłali petycje do władz regencji i miasta Raciborza w sprawie uczczenia wielkiego męża stanu. W samym mieście zaczęły powstawać stowarzyszenia Bismarcka, przede wszystkim przy szkołach, związkach sportowych, kulturowych i kombatanckich, nad którymi pieczę sprawowało Raciborskie Stowarzyszenie Bismarcka (Bismarck–Verein Ratibor).
W 1911 roku Raciborskie Stowarzyszenie Bismarcka wraz z inspektorem budowlanym Albachem zaproponowali budowę wieży w mieście, a ostatecznym miejscem, gdzie miała powstać wybrano podraciborskie Brzezie, ponieważ znajdowało się ono na wzniesieniu, a inicjatorzy budowy chcieli, by była widoczna zarówno dla mieszkańców jak i pasażerów pociągów wyjeżdżających i przyjeżdżających do miasta.
Decyzja o budowie wieży zapadła 8 czerwca 1911 roku, a komitet budowy, który zawiązał się bardzo szybko zaczął gromadzić środki finansowe potrzebne do zrealizowania projektu. Zorganizowano wiele spotkań, wieczorów i balów, gdzie kwestowano na rzecz budowy raciborskiej wieży.
Projekt i kosztorys wieży został sporządzony przez mistrza budowlanego, radnego raciborskiej rady miejskiej Georga Lüthga i raciborskiego architekta Brunona Woltera.
Kamień węgielny został położony 30 sierpnia 1912 roku, a wykonawcą projektu była firma budowlana Geogra Lüthego. Całkowity koszt budowy wieży wynosił 18 000 marek, a budowa trwała 14 miesięcy. 
18 października 1913 roku uroczyście otwarto wieżę, było to wielkie niemieckie święto – rocznica zwycięstwa koalicji antynapoleońskiej w wielkiej bitwie narodów pod Lipskiem. Na uroczystość zostało zaproszonych 3000 gości, m.in. prezydent rejencji opolskiej hrabia Friedrich Ernst von Schwerin, nadprezydent Raciborza August Bernert, urzędnicy prowincjonalni z Wrocławia, urzędnicy magistratu i starostwa, przedstawiciele szkół i wielu instytucji, a także związków studenckim, kombatanckich i innych. Obecnych było wielu przedstawicieli cechów, m.in. krawców, szewców, hydraulików, kowali, lakierników, malarzy, cukierników, piekarzy, fryzjerów, którzy wystąpili w paradnych strojach z cechowymi emblematami i chorągwiami. Po oficjalnym odsłonięciu wieży zorganizowano wiele przedstawień teatralnych, koncertów i przyjęć.
W lecie 1922 roku w wyniku przeprowadzonego w 1921 roku plebiscytu na Górnym Śląsku Brzezie znalazło się na terytorium odrodzonego państwa polskiego. W lutym 1923 roku dokonano pierwszej próby wysadzenia wieży, lecz użyty materiał wybuchowy nie był w stanie jej zniszczyć. Władze polskie zaniechały kolejnych prób likwidacji obiektu i przemianowały budowlę na Wieżę Wolności. Trzy lata później dzięki inicjatywie Związku Powstańców Polskich powstał tu pomnik Bolesława III Krzywoustego, a w byłej sali Bismarcka powstała kaplica ku czci świętego Stanisława Kostki według projektu S. Ligonia. W miejsce pruskiego orła wstawiono orła śląskiego, a napis Bismarck zastąpiono napisem Bolesławowi Chrobremu lud piastowski. W listopadzie 1926 roku dokonano otwarcia wieży. Władze miasta Racibórz wytoczyły proces powiatowi rybnickiemu, gdyż były właścicielem tego obiektu i domagały się przywrócenia stanu pierwotnego, jednak sąd drugiej instancji w 1928 roku pozew oddalił.
W 1933 roku rozgorzał na nowo spór o wieżę między Polakami a lokalnymi działaczami NSDAP, którzy domagali się odzyskania obiektu. W sierpniu 1933 roku zapadła decyzja o rozebraniu wieży, a 10 listopada 1933 roku została wysadzona w powietrze przez prawdopodobnie polskich saperów.

## Charakterystyka
Wieża miała solidne fundamenty, które zachowały się do dziś. Konstrukcja wykonana została z cegieł, które zostały odpowiednio pokryte pasującymi do siebie blokami granitu. Podstawa była kwadratem o wymiarach 7x7 metrów. Wysokość wieży wynosiła 18 metrów. Na dole znajdowała się sala poświęcona pamięci kanclerza Bismarcka, z której prowadziły schody do zewnętrznej platformy. Znajdowała się na niej duża misa z żelaza, w który podczas specjalnych okazji zapalano płomień pamięci i hołdu. Nad wejściem znajdował się wykuty w granitowym bloku napis Bismarck, a na górze ściany frontowej znajdował się dwumetrowej wielkości pruski orzeł. Wokół wieży znajdował się park z klombami, trawnikami i ścieżkami do spacerów, który obsadzono młodymi świerkami.